# Leboluli (See)
Der Leboluli ist ein kleiner See in der osttimoresischen Gemeinde Aileu. Er liegt südöstlich des Dorfes Sidole in der gleichnamigen Aldeia (Sucos Fahiria, Verwaltungsamt Aileu). Im Südwesten befindet sich das Dorf Era Kalen (Aldeia Fahiria). Östlich des Sees steigt das Land auf eine Meereshöhe von über 1000 m. Die Größe des Sees schwankt im Wechsel der Trocken- und Regenzeit.